# Uniptera ampliata
Uniptera ampliata är en insektsart som beskrevs av Ball 1933. Uniptera ampliata ingår i släktet Uniptera och familjen vedstritar. Inga underarter finns listade i Catalogue of Life.